# 王威 (东汉)
王威（？－？） 東漢末年時將領。曾為劉表的部下。

## 生平
王威初為郡吏，後以陳事被劉表賞識，提拔為州吏。
王威並未於《三國志》中出現。裴松之作註時，於《三國志‧魏書‧劉表傳》中引《漢晉春秋》文中曾提及王威事跡。
曹操統一北方後，打算整兵南侵荊州。其時劉表已死，蔡瑁等擁立劉表次子劉琮為主。面對曹操大軍壓境，大臣傅巽等極力主張劉琮引州民投降，由於朝中重臣大都附和傅巽，加上雙方強弱懸殊，結果劉琮決定舉州降曹。
部將王威便向劉琮進言：「曹操以為將軍（指劉琮）已經向其投降，加上劉備又已遁走，此時的他必定十分鬆懈，不作準備，甚至可能會以單薄的陣容輕入本州；如果您能給我數千奇兵，讓我從險要的地方進行突襲，一定可以擒獲曹操。如果真的能把曹操擒下，必能威震天下，更可以乘此威勢擴展勢力；即使華夏幅員如何廣闊，我方只要能傳檄於天下，便可以鎮服各地的勢力了。這個決定（指突襲曹操的決定）並不止是為了得到一場勝利來保守目前的形勢而已（而是可以更進一步成就霸業）。這麼難遇的機會，絕對不可以錯失啊！」可惜劉琮並不接納這個計策。
劉琮降曹後，正史再沒有關於王威的下落。

## 演義形象
在《三國演義》中，王威是荊州一名形象相當正面的將領。初次登場於第三十四回〈蔡夫人隔屏聽密語　劉皇叔躍馬過檀溪〉中，當時荊州劉表設宴款待本州官員，因病不能親自主持，於是請屯兵新野的劉備代為主宴。部將蔡瑁便欲乘此機會刺殺劉備，但劉備部將趙雲隨侍在劉備身邊，令蔡瑁難以下手；謀士蒯越便建議使文聘、王威另外設宴款待武將，引開趙雲。
劉表死後，次子劉琮繼位。其時曹操大軍侵略荊州，劉琮在眾臣的慫恿下決定舉州降曹。曹操收到劉琮降書後，舉兵南下，到樊城時，召劉琮相見。王威便向劉琮獻計，要趁曹操鬆懈無備時，在險要處襲擊曹操，若能把曹操擒住便可以威震天下，以圖霸業。可惜劉琮將此計告訴蔡瑁後，蔡瑁大力反對，更叱責王威妄言。王威大怒，罵蔡瑁為賣國之徒。可見王威忠心耿耿，義不畏死。
劉琮正式降曹後，曹操並沒有兌現先前許下讓劉琮留在荊州的承諾，反而封其為青州刺史，令他遠離祖宗之地。劉琮深感懊悔，然而亦無可奈何，唯有與母親蔡氏同赴青州。當時荊州的故臣宿將都紛紛投奔曹操勢力，以求富貴，只有王威一人跟隨劉琮而行。曹操在遣走劉琮後，更命于禁帶兵追殺劉琮以絕後患。于禁隨即追上劉琮行駕，領兵圍剿，王威奮死抵抗，可惜寡不敵眾，最終為敵軍所殺。